# Ото I (Брауншвайг-Люнебург-Харбург)
Вижте пояснителната страница за други личности с името Ото I.
Ото I (на немски: Otto I; * 24 август 1495, Целе; † 11 август 1549, Харбург, Хамбург) от род Велфи (Среден Дом Люнебург), е херцог на Брауншвайг и Люнебург от 1520 до 1527 г., княз на Люнебург и владетел на Господство Харбург (в Хамбург) от 1527 до 1549 г.

## Живот
Той е първият син на херцог Хайнрих I (1468 – 1532) и съпругата му Маргарета Саксонска (1469 – 1528), дъщеря на курфюрст Ернст от Саксония от род Ветини.
През 1520 г. баща му Хайнрих предава управлението на двамата си по-големи сина, Ото I и Ернст I (1497 – 1546), и отива в изгнание във Франция в двора на краля. Връща се обратно едва през 1527 г. по време на въвеждането на Реформацията. Понеже не успява да получи отново управлението, той се връща обратно във Франция.
През 1525 г. Ото I се жени за неподходящата Мета фон Кампе († 1580) и се отказва от управлението. Той получава Господство Харбург (в Хамбург) на Елба.

## Деца
Ото I има с Мета фон Кампе 7 деца:
- Анна (1526 – 1527)
- Ото (*/† 1527)
- Ернст (1527 – 1540)
- Ото II (1528 – 1603), херцог на Брауншвайг-Харбург
- Фридрих (1530 – 1533)
- Маргарета (1532 – 1539)
- Сузана (1536 – 1581)